# قلعه کهنه گنبدلی
قلعه کهنه گنبدلی مربوط به دوران‌های تاریخی پس از اسلام است و در شهرستان سرخس، روستای گنبدلی واقع شده و این اثر در تاریخ ۲۳ فروردین ۱۳۴۶ با شمارهٔ ثبت ۶۵۴ به‌عنوان یکی از آثار ملی ایران به ثبت رسیده است.